# Ciclo lisogénico
El ciclo lisogénico se caracteriza por presentar dos fases iguales a las del ciclo lítico, la fase de anclaje y la fase de penetración (el virus se pega a la pared de la bacteria o célula a partir de una serie de mecanismos de anclaje y penetra o introduce su ácido nucleico en el interior de dicha bacteria o célula). En la fase de eclipse, el ácido nucleico vírico (ADN bicatenario), se recombina con el ADN bacteriano y permanece inactivo. Esta  forma viral se denomina profago y la célula infectada se denomina célula lisogénica.
Esta célula puede mantenerse indefinidamente en la fase profago mientras se reproduce. Un estímulo o cambio en el medio celular, llevará consigo una respuesta que desencadenará la liberación del profago, convirtiéndose en un virus activo que continuará con el ciclo lítico (la fase de ensamblaje, en la que el virus se forma en su interior uniéndose la cápsula y el ácido nucleico, y la fase de liberación o lisis, en la que se libera el virus llevando consigo la destrucción de la célula).
Este ciclo fue descubierto por Lwoff en bacteriófagos.